# 라이기트의 수수께끼
《라이기트의 수수께끼》(The Adventure of the Reigate Squire)는 영국 작가인 아서 코넌 도일의 56개 셜록 홈즈의 단편 소설 중 하나이며, 단편집《셜록 홈즈의 회상록》에 수록되어 있다.

## 줄거리

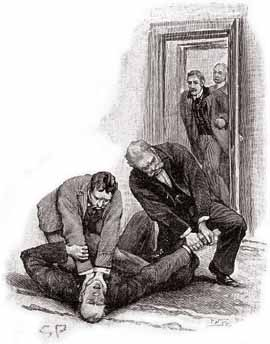
커닝햄 부자가 홈즈와 격투를 벌이고 있다.

왓슨은 프랑스에서 힘든 수사를 마치고 온 홈즈를 쉬게 하려고 교외의 라이기트로 데리고 간다. 홈즈는 그곳에서도 자신이 필요하다는 것을 느끼지만, 최근의 병을 생각하여 자제한다. 그들은 해이터 대령의 집에서 머물고 있었다.
최근에 근처의 액튼 영지에서 도난사건이 있었다. 도난당한 물건은 하찮은 물건이었다. 어느 날 아침, 대령의 집사가 근처 커닝햄 영지에서 살인사건이 발생했다고 알려주었다. 희생자는 마부인 윌리엄 커완이었다. 포레스터 경위가 수사를 책임지고 있었고 한 가지 단서가 있었다. 윌리엄은 쪽지 조각을 들어 있었다. 홈즈는 이것에 흥미를 느끼고 포레스터 경위가 놓친 것을 발견했다. 그 쪽지는 두 명이 썼고, 번갈아 가며 단어를 썼다. 한 명은 젊고 다른 한 사람은 늙은 사람이라는 것과 그들은 친족 관계라는 사실을 추리해 냈다.
조사 결과 중 하나는 액튼 가와 커닝햄 가 간의 오랜 법률 분쟁이 있었다는 것이다. 내용은 현재 커닝햄이 소유한 영토의 절반에 대한 소유권 문제였다.
홈즈는 커닝햄 부자를 조사했다. 아들인 알렉은 강도가 윌리엄과 싸우다 총소리가 나고 윌리엄이 쓰러지는 것을 목격했다고 홈즈에게 진술했다. 강도는 울타리를 통해 거리로 도망쳤다고 했다. 아버지인 커닝햄은 그 시간에 방에서 담배를 피우고 있었고 알렉도 그 시간에 깨어 있었다고 말했다. 홈즈는 그들이 거짓말을 하고 있다는 걸 알았다. 어떤 멍청한 강도가 사람들이 깨어있는 시간에 침입하겠는가? 또한 윌리엄 몸에는 총상으로 인한 화상이 없었다. 그러므로 그는 커닝햄 부자가 주장한 것처럼 가까운 거리에서 총을 맞은 것이 아니었다. 도주로 또한 그들의 증언을 뒷받침 하지 못했다. 도로 옆에는 범인이 건너야 할 작은 늪이 있었는데 아무런 발자국도 없었다.
홈즈는 윌리엄의 손에서 발견된 쪽지의 나머지 부분이 사건 해결에 중요하다는 걸 알았다. 그는 범인이 윌리엄의 손에서 쪽지를 뺏어서 그의 주머니에 쑤셔 넣었다고 믿었다. 쪽지의 작은 조각이 월리엄의 손에 남아있다는 것을 모른 채. 윌리엄의 어머니는 고령에 귀까지 먹어서 경찰도 홈즈도 아무런 정보도 알아내지 못했다
홈즈는 포레스트 경위가 커닝햄 부자에게 단서에 대해 말하려 하자 최근 병을 앓았다는 사실을 이용해 거짓으로 발작을 일으켰다. 그는 커닝햄 부자가 쪽지의 나머지 부분이 어디 있는지 안다고 의심했기 때문이 그들이 쪽지를 없애지 못하도록 연기를 한 것이다. 또한 홈즈는 피살자가 가지고 있던 쪽지와 비교하기 위해 일부러 광고 문구를 틀리게 써 커닝햄에게 ”12시”라는 글자를 고쳐 쓰게 했다.
커닝햄 부자는 강도가 그들의 방까지 들어올 수 없다고 항의했지만 홈즈는 커닝햄 부자의 방을 조사해야 한다고 주장했다. 홈즈는 강도 얘기는 꾸며낸 것이라고 이미 짐작하고 있었다. 홈즈는 알렉의 방과 아버지 방을 보고 일부러 작은 탁자를 밀어 오렌지와 유리물병을 바닥에 떨어뜨렸다. 다른 사람들은 홈즈의 행동을 보지 못했고, 홈즈는 왓슨에게 책임을 돌렸다. 왓슨은 홈즈의 의도를 알아차리고 바닥에 떨어진 오렌지를 줍기 시작했다.
모두 홈즈가 방에서 없어진 걸 알았다. 잠시 후, ”살인이야”, ”사람 살려”라는 외침이 있었다. 왓슨은 그게 그의 친구의 목소리임을 알았다. 그와 포레스트 경위는 알렉의 방으로 달려가 보니 알렉은 홈즈의 목을 조르고 있었고, 그의 아버지는 홈즈의 손목을 비틀고 있었다. 커닝햄 부자를 떼어내자, 홈즈는 포레스트에게 두 명을 마부 윌리엄 커완의 살인혐의로 체포하라고 말했다. 처음에는 홈즈가 제정신이 아니라고 생각했지만, 부자의 얼굴에 드러난 표정이 그들이 범인임을 말해주었다. 알렉의 손에서 권총을 쳐서 떨어뜨린 후, 그 둘을 체포되었다. 물론 그 권총은 윌리엄을 살해한 총이었다.
홈즈는 아직도 알렉의 가운 주머니에 있는 쪽지의 나머지 부분을 찾았다.
커닝햄의 자신감은 체포되면서 사라졌고 모든 것을 털어놓았다. 윌리엄은 그의 두 주인이 액튼 영지를 침입한 날 뒤를 쫓았던 것 같다. (액트 씨의 법률 서류를 추적해서 홈즈는 이미 도둑이 커닝햄 부자라는 것을 추리했다.) 윌리엄은 주인을 협박했고 그들은 최근에 발생한 강도 사건을 이용해 그를 제거하기로 했다. 만약 그들이 조금만 더 주의를 기울였다면 모든 의심에서 벗어났을 것이다.